# Diana Douglas
Diana Love Webster (de nacimiento Dill; anteriormente Douglas y Darrid; Devonshire, Bermudas; 22 de enero de 1923-Woodland Hills, California, 3 de julio de 2015), conocida como Diana Douglas, fue una actriz estadounidense conocida por su matrimonio con el actor Kirk Douglas desde 1943 hasta su divorcio en 1951. Era la madre de Michael y Joel Douglas.
En 1942, Douglas comenzó su carrera como actriz y apareció en más de 50 películas. Algunos de sus papeles conocidos fueron como Susan Rogers en The Indian Fighter (coprotagonizada por Kirk Douglas) y como Peg en Planes, Trains and Automobiles. También se la conoce por su papel recurrente como Martha Evans en Days of Our Lives (1977-1979, 1982). En 2003 apareció en It Runs in the Family con su exmarido y su hijo Michael. Se retiró de la actuación en 2008.

## Primeros años de vida
Nació en Devonshire, Bermudas, el 22 de enero de 1923. Su padre, el teniente coronel Thomas Melville Dill (también el nombre de su bisabuelo, un marinero), fue miembro del Parlamento colonial (en representación de Devonshire en el Parlamento de las Bermudas), procurador general de las Bermudas, y excomandante de la Milicia de Artillería de las Bermudas. Su madre Ruth Rapalje Neilson tenía raíces en Nueva Jersey. El hermano de Douglas, Bayard fue un destacado abogado y político. Su hermana Ruth estuvo casada con John Seward Johnson I, heredero de la fortuna Johnson & Johnson. El padre de Douglas era de una familia prominente, presente en la isla desde principios del siglo XVII.
Su ascendencia era inglesa, irlandesa, galesa, holandesa, escocesa, belga y francesa. Douglas fue criada en la Iglesia de Inglaterra.

## Carrera
En 1942 comenzó su carrera en un papel menor sin acreditar en La llama sagrada. Llegó a aparecer en muchas películas durante los años 1950 y 1960, siendo su más notable papel el de Susan Rogers en The Indian Fighter. Durante los años 1960 y 1970 apareció en una variedad de programas de televisión (como el General Electric Theater y Naked City), su más conocido papel de la televisión siendo Lily Chernak Donnelly en Love Is a Many Splendored Thing.
Interpretó a Poco en Three Steps to Heaven y a Martha Evans en Days of Our Lives. Tras la cancelación de Love Is a Many Splendored Thing, interpretó a Annie Andersen en The Cowboys. Apareció en Roots: The Next Generations y The Waltons. En It Runs in the Family, Douglas apareció con su exmarido, Kirk Douglas, su hijo Michael y su nieto Cameron. También apareció junto a su hijo Michael en el capítulo La capilla maldita en la segunda temporada de Las Calles de San Francisco.Y más tarde apareció en un episodio de Cold Case de CBS y en el episodio de la temporada 15 de ER «Heal Thyself» (2008), el año que se retiró de la actuación.
En 1999 se publica su autobiografía, In the Wings: A Memoir.

## Vida personal
Diana estuvo casada con Kirk Douglas. Durante la guerra Douglas servía en la armada de los Estados Unidos cuando vio la edición del 3 de mayo de 1943 de la revista Life, que contó con una fotografía de Dill en la portada. Mostró la portada a sus compañeros y dijo que se casaría con ella. Se casaron el 2 de noviembre de 1943. Tuvieron dos hijos, Michael y Joel, antes de divorciarse en 1951.
Se casó con el actor Bill Darrid y la pareja vivía con sus hijos en la Costa Este de los Estados Unidos hasta la muerte de Darrid en 1992. En 2002 Douglas se casó con Donald Webster en la antigua Iglesia Parroquial de Devonshire en las Bermudas.

## Muerte
Diana Douglas fallece el 3 de julio de 2015 a los 92 años, de cáncer de mama en Woodland Hills, Los Ángeles. Fue incinerada y las cenizas por deseo suyo fueron esparcidas sobre las Bermudas.

## Filmografía
| Año  | Título                            | Papel              | Notas                                                           |
| ---- | --------------------------------- | ------------------ | --------------------------------------------------------------- |
| 1943 | La llama sagrada                  |                    | Sin acreditar                                                   |
| 1947 | The Late George Apley             | Sarah              | Sin acreditar                                                   |
| 1948 | Let's Live Again                  | Terry              |                                                                 |
| 1948 | The Sign of the Ram               | Catherine Woolton  |                                                                 |
| 1949 | House of Strangers                | Elaine Monetti     |                                                                 |
| 1949 | The Whistle at Eaton Falls        | Ruth Adams         | Conocida también como Richer Than the Earth (en el Reino Unido) |
| 1952 | Storm Over Tibet                  | Elaine March Simms |                                                                 |
| 1952 | Monsoon                           | Julia              |                                                                 |
| 1955 | The Indian Fighter                | Susan Rogers       |                                                                 |
| 1970 | Loving                            | Mrs. Shavelson     |                                                                 |
| 1975 | Dead Man on the Run               | Meg                | Telefilme                                                       |
| 1977 | Tail Gunner Joe                   | Sarah              | Telefilme                                                       |
| 1977 | Alexander: The Other Side of Dawn | Clara Duncan       | Telefilme                                                       |
| 1977 | Mary White                        | Jane Addams        | Telefilme                                                       |
| 1977 | Un autre homme, une autre chance  | Madre de Mary      |                                                                 |
| 1978 | Night Cries                       | Mrs. Thueson       | Telefilme                                                       |
| 1978 | A Fire in the Sky                 | Mrs. Rearden       | Telefilme                                                       |
| 1981 | Jaws of Satan                     | Evelyn Downs       | Alias King Cobra                                                |
| 1982 | Sister, Sister                    | Rhoda              | Telefilme                                                       |
| 1983 | The Star Chamber                  | Adrian Caulfield   |                                                                 |
| 1987 | Planes, Trains and Automobiles    | Peg                |                                                                 |
| 1991 | Cold Heaven                       | Madre St. Agnes    |                                                                 |
| 1992 | A Town Torn Apart                 | Mrs. Fenn          | Telefilme. Conocida también como Doc: The Dennis Littky Story   |
| 2003 | It Runs in the Family             | Evelyn Gromberg    |                                                                 |

| Año     | Título                                                  | Papel                                 | Notas |
| ------- | ------------------------------------------------------- | ------------------------------------- | --- |
| 1949    | Photocrime                                              |                                       | |
| 1950    | Masterpiece Playhouse                                   |                                       | Episodio: «The Rivals» |
| 1950    | The Web                                                 |                                       | Episodio: «Key Witness» |
| 1951    | Kraft Television Theatre                                |                                       | Episodio: «Mr. Mergenthwirker's Lobblies» |
| 1952    | Armstrong Circle Theatre                                |                                       | Episodio: «Mr. Bemiss Takes a Trip» |
| 1953    | Studio One                                              |                                       | Episodio: «Greed» Alias Studio One Summer Theatre (título de verano); Studio One in Hollywood (nuevo título); Summer Theatre (título de verano); Westinghouse Studio One; Westinghouse Summer Theatre (título de verano) |
| 1953    | Robert Montgomery Presents                              |                                       | Episodio: «Element of Risk» |
| 1953    | Medallion Theatre                                       |                                       | Episodio: «The Decision at Arrowsmith» |
| 1953    | Three Steps to Heaven                                   | Mary Claire «Pogo» Thurmond Morgan #2 | |
| 1953    | Willys Theatre Presenting Ben Hecht's Tales of the City |                                       | Episodio: «Count Bruga» |
| 1955    | General Electric Theater                                | Nora                                  | Episodio: «The Seeds of Hate» Alias G. E. Theater (Estados Unidos; título informal corto) |
| 1956    | Medic                                                   | Edith Martin                          | Episodios: «Reach of the Giant: Part 1», «Reach of the Giant: Part 2» |
| 1956    | Science Fiction Theatre                                 | Elaine Conover Jane Brandon           | Episodio: «Brain Unlimited» Episodio: «End of Tomorrow» |
| 1956    | West Point                                              | Mrs. Jan Willis                       | Episodio: «Officer's Wife» |
| 1956–57 | Robert Montgomery Presents                              | Carla Major Mrs. Whitton-Betty        | Episodio: «Goodbye, Grey Flannel» Episodio: «Wait for Me» |
| 1959    | Armstrong Circle Theatre                                | Mrs. Donald Jewkes                    | Episodio: «Miracle at Spring Hill» |
| 1959    | Naked City                                              | Meg Peters Hilda Wallace              | Episodio: «The Scorpion Sting» Episodio: «Even Crows Sing Good» |
| 1964    | Flipper                                                 | Mrs. Granville                        | Episodio: «The Second Time Around» |
| 1965    | For the People                                          | Bernice Brandon                       | Episodio: «The Influence of Fear» |
| 1965    | Ben Casey                                               | Martha English                        | Episodio: «War of Nerves» |
| 1967    | N.Y.P.D.                                                | Mrs. Whitaker                         | Episodio: «The Boy Witness» |
| 1973    | Love Is a Many Splendored Thing                         | Lily Chernak Donnelly                 | |
| 1973    | Hawkins                                                 | Clara Guilfoyle                       | Episodio: «Die, Darling, Die» |
| 1973    | Kung fu                                                 | Sister Richardson                     | Episodio: «The Tong» |
| 1974    | The Streets of San Francisco                            | Mrs. Adele Sloane                     | Episodio: «Chapel of the Damned» |
| 1974    | The Cowboys                                             | Annie Andersen                        | |
| 1974–75 | Cannon                                                  | Mrs. Foxworth Alex Parks              | Episodio: «The Avenger» (1974) Episodio: «The Deadly Conspiracy» (1975) |
| 1975    | Barnaby Jones                                           | Alice Parks                           | Episodio: «The Deadly Conspiracy: Part 2» |
| 1977    | Lou Grant                                               | Norma Cardell                         | Episodio: «Hoax» |
| 1979    | Roots: The Next Generations                             | Mrs. Andy Warner                      | |
| 1979    | The Waltons                                             | Mrs. Denman                           | Episodios: «The Journal», «The Violated», «The Waiting» |
| 1980    | Knots Landing                                           | Dr. Charlotte Kramer                  | Episodios: «Bottom of the Bottle: Part 2», «Remember the Good Times» |
| 1981    | Nero Wolfe                                              | Sarah Rackham                         | Episodio: «In the Best Families» |
| 1981    | CHiPs                                                   | Vera Baricza                          | Episodio: «The Hawk and the Hunter» |
| 1982    | Lou Grant                                               | Carole Fuller                         | Episodio: «Review» |
| 1982    | Remington Steele                                        | Hannah Dillon                         | Episodio: «Tempered Steele» |
| 1983    | Cagney & Lacey                                          | Blanche                               | Episodio: «The Gang's All Here» |
| 1983    | Dallas                                                  | Dr. Suzanne Lacey                     | Episodio: «The Letter» |
| 1984    | El espantapájaros y la señora King                      | Evelyn McGuire                        | Episodio: «I Am Not Now, nor Have I Ever Been... a Spy» |
| 1986    | Hardcastle and McCormick                                | Frances                               | Episodio: «Hardcastle for Mayor» |
| 1985–86 | The Paper Chase                                         | Profesora Tyler                       | |
| 1987    | La bella y la bestia                                    | Margaret Chase                        | Episodio: «Song of Orpheus» |
| 1993    | Dark Justice                                            | Mrs. Collins                          | Episodio: «My Dinner with Nick» |
| 1993    | Harts of the West                                       | Betty                                 | Episodio: «Jake's Brother» |
| 2004    | The West Wing                                           | Libby Lassiter                        | Episodio: «The Stormy Present» |
| 2005    | Los Douglas, una dinastía en Hollywood                  | Ella misma                            | Documental |
| 2007    | Cold Case                                               | Mrs. Valentine '07                    | Episodio: «Devil Music» |
| 2008    | ER                                                      | Bertha Mendenhall                     | Episodio: «Heal Thyself» |